# 舟形橋 (山形県)
舟形橋（ふながたばし）は、山形県最上郡舟形町に架かる橋。

## 概要
国道13号が通り、最上小国川に架かる。周辺は舟形町役場などがあり、町の中心部に位置する。すぐ傍の河川敷はアユパーク舟形として整備されている。
橋としての歴史は長く、初代県令・三島通庸によって架設された山形県内65か所の橋の一つとして1879年1月に完成。しかし同年、洪水で流出して、翌年に新たな木造の橋が建設された。
1953年7月、木造橋のあった約100メートル下流に鉄筋コンクリートの新しい橋が完成。1978年11月に先代橋のすぐ東側に現在の橋が架設。その後、欄干の補修など5回の工事が行われている。